# Marie-Sophie Ferdane
Marie-Sophie Ferdane est une comédienne et metteuse en scène française. Elle est pensionnaire de la Comédie-Française de 2007 à 2013.

## Biographie
Née d'un père directeur d'usine et d'une mère directrice d'une école maternelle, dernière d'une fratrie de quatre sœurs, elle est élevée à la campagne près de Grenoble.
Diplômée de violon au conservatoire de Grenoble, elle intègre en 1993 l'École normale de Fontenay-aux-Roses (aujourd'hui ENS Lyon, Lettres et Sciences Humaines). Elle y découvre la pratique du théâtre en participant à des matchs d'improvisation théâtrale et y obtient l'agrégation de lettres. À sa sortie de l'ENS, elle entre en 1997 à l'ENSATT. Elle y étudie l'art dramatique avec pour professeurs Alain Knapp et Nada Strancar.
Elle débute avec Richard Brunel, dans Dom Juan revient de guerre d'Ödön von Horváth, puis avec Claudia Stavisky, dans Le Songe d'une nuit d'été de William Shakespeare. Dirigée ensuite par Christian Schiaretti pour L'Opéra de quat'sous de Bertolt Brecht, dans lequel elle a joué puis chanté Polly Peachum à Paris, sous la direction musicale de Jean-Claude Malgoire.
Elle fait sa première apparition au cinéma dans le film Les Acteurs anonymes de Benoît Cohen, interprétant une membre d'un groupe de comédiens essayant de se défaire de leur addiction à leur métier.

## Filmographie
Sauf indication contraire, les informations mentionnées dans cette section peuvent être confirmées par les bases de données cinématographiques IMDb et Allociné,  présentes dans la section « Liens externes ».

### Cinéma
- 2001 : Les Acteurs anonymes de Benoît Cohen : Marie-Sophie
- 2012 : Bienvenue parmi nous de Jean Becker : Jeanne
- 2018 : Je ne suis pas un homme facile (Netflix) d'Éléonore Pourriat : Alexandra Lamour

### Télévision
- 2002 : Patron sur mesure (téléfilm) de Stéphane Clavier : journaliste
- 2002 : Un homme en colère (série télévisée), épisode La Clé autour du cou de Didier Albert : Paule
- 2005 : Engrenages (série télévisée) de Pascal Chaumeil : Sofia et Elina Andrescu
- 2010 : La Grande Magie (téléfilm) de Vitold Grandhenri : Mme Zampa / Roberto Magliano
- 2011 : À la recherche du temps perdu (téléfilm en deux parties)  de Nina Companeez : Gilberte
- 2013 : Meurtre en trois actes (téléfilm) de Claude Mouriéras : Fabienne Charpentier
- 2014 : Deux flics sur les docks (série télévisée), épisode Une si jolie mort d'Edwin Baily : Manuela Lopez
- 2015 : Les Heures souterraines de Philippe Harel : Mathilde
- 2017 : Clémence et Ferdinand (documentaire) de Florence Mauro[8]
- 2019 : Philharmonia (série télévisée) de Louis Choquette : Hélène Barizet
- 2019 : Les Sauvages (série télévisée) de Rebecca Zlotowski : Jill Friedman
- 2021 : Killing Eve (saison 4)

## Théâtre

### Hors Comédie-Française
- 2001 : Don Juan revient de guerre d'Ödön von Horváth, mise en scène Richard Brunel, Théâtre du Peuple de Bussang
- 2002 : Le Songe d'une nuit d'été de William Shakespeare, mise en scène Claudia Stavisky, Nuits de Fourvière Théâtre antique de Fourvière, Héléna
- 2003 : Sextuor banquet d'Armando Llamas, mise en scène Jean-Pierre Dumas, Théâtre de la Tempête
- 2003 : Cairn d'Enzo Cormann, mise en scène Claudia Stavisky, Théâtre des Célestins
- 2003 : Plexi-Hôtel d'après Sarah Fourage, Anaïs Nin, Thomas Poulard, mise en scène Marie-Sophie Ferdane, Les Subsistances
- 2003 : L'Opéra de quat'sous de Bertolt Brecht et Kurt Weill, mise en scène Christian Schiaretti, TNP Villeurbanne, Polly Peachum
- 2004 : L'Opéra de quat'sous de Bertolt Brecht et Kurt Weill, mise en scène Christian Schiaretti, Théâtre national de la Colline, Théâtre national de Strasbourg
- 2005 : L'Âge d'or de Maurice Desvallières, Georges Feydeau, Louis Varney, mise en scène Claudia Stavisky, Théâtre des Célestins
- 2005 : Music Hall de Jean Luc Lagarce, Laurent Hatat, Festival I-Fest, Chicago.
- 2005 : L'Orage d'Alexandre Ostrovski, mise en scène Paul Desveaux, Théâtre des Abbesses, Katia Kabanova
- 2006 : Le More cruel de Jean-Philippe Clarac, Olivier Deloeuil, TNBA
- 2006 : Bérénice de Racine, mise en scène Jean-Louis Martinelli, Théâtre Nanterre-Amandiers, Bérénice
- 2008 : Bérénice de Racine, mise en scène Jean-Louis Martinelli, TNBA, Théâtre national de Toulouse Midi-Pyrénées, Théâtre des Célestins, Théâtre national de Bretagne, tournée,  Bérénice
- 2011 : Le Babil des classes dangereuses de Valère Novarina, lecture dirigée par Denis Podalydes, Odéon-Théâtre de l'Europe
- 2012 : Macbeth de William Shakespeare, mise en scène Laurent Pelly, Théâtre national de Toulouse Midi-Pyrénées, Lady Macbeth
- 2012 : La Mouette d'Anton Tchekhov, mise en scène Arthur Nauzyciel, Festival d'Avignon, tournée, Nina
- 2013 : Macbeth de William Shakespeare, mise en scène Laurent Pelly, Théâtre Nanterre-Amandiers, Lady Macbeth
- 2014 : La Mouette d'Anton Tchekhov, mise en scène Arthur Nauzyciel, Théâtre de Gennevilliers, Nina
- 2014 : Le Songe d'une nuit d'été de William Shakespeare, mise en scène de Laurent Pelly, Théâtre national de Toulouse Midi-Pyrénées, Titania
- 2014 : Les Trois Sœurs d'Anton Tchekhov, mise en scène Christian Benedetti, Studio Théâtre d'Alfortville, Théâtre de l'Athénée, Nuit de Fourvière Macha
- 2015 : Vanishing Point de Marc Lainé, au Théâtre national de Chaillot, CDN de Lorient et à l'Espace Go, Montréal.
- 2016 : Argument, texte et mise en scène de Pascal Rambert, créé au CDN d'Orléans puis au CDN de Reims, Théâtre de Gennevilliers.
- 2016 : Vanishing Point de Marc Lainé, Comédie de Saint Étienne, CDN de Rouen, Ferme du Buisson, Scène nationale 61,Théâtre national de Toulouse
- 2016 : L'Enfer de Dante Alighieri, lecture au Musée Calvet, festival d'Avignon. Création musicale de Syd Matters
- 2017 : La 7e vie de Patti Smith, de Claudine Galéa, mise en scène de Benoit Bradel, Théâtre Ouvert
- 2017-2018 : Hunter de Marc Lainé, Théâtre national de Chaillot
- 2018 : La Dame aux camélias d'Arthur Nauzyciel, Théâtre national de Bretagne, Marguerite Gautier
- 2019 : Architecture de et mes Pascal Rambert, Festival d'Avignon
- 2020 : Mes frères de Pascal Rambert, mes Arthur Nauzyciel, Théâtre national la Colline
- 2021 : Dissection d'une chute de neige de Sara Stridsberg, mise en scène de Christophe Rauck
- 2024 : Les Paravents de Jean Genet, mise en scène Arthur Nauzyciel, théâtre de l'Odéon
- 2025 : Nos âmes se reconnaîtront-elles ? de Simon Abkarian, mise en scène de l'auteur, Théâtre Nanterre-Amandiers

### Comédie-Française
- Entrée à la Comédie-Française le 23 avril 2007

- 2007 : Le Misanthrope de Molière, mise en scène Lukas Hemleb, Salle Richelieu, Célimène
- 2008 : Jacques Copeau, Pensées, mise en scène Jean-Louis Hourdin, Théâtre du Vieux-Colombier
- 2008 : Fanny de Marcel Pagnol, mise en scène Irène Bonnaud, Théâtre du Vieux-Colombier, Fanny
- 2008 : Le Mariage forcé de Molière, mise en scène Pierre Pradinas, Studio-Théâtre, Première Égyptienne
- 2009 : La Dispute de Marivaux, mise en scène Muriel Mayette, Théâtre du Vieux-Colombier, Hermiane
- 2009 : L'Avare de Molière, mise en scène Catherine Hiegel, Salle Richelieu, Mariane
- 2010 : Les Naufragés de Guy Zilberstein, mise en scène Anne Kessler, Théâtre du Vieux-Colombier, Léa, madame Lansac
- 2010 : Le Mariage forcé de Molière et Lully, mise en scène Pierre Pradinas, Studio-Théâtre, Première Égyptienne
- 2010 : La Grande Magie d'Eduardo De Filippo, mise en scène Dan Jemmett, Salle Richelieu, Mme Zampa et Roberto Magliano
- 2010 : L'Avare de Molière, mise en scène Catherine Hiegel, Salle Richelieu, Mariane
- 2010 : Chansons des jours avec et chansons des jours sans, mise en scène Philippe Meyer, Studio-Théâtre
- 2011 : La Maladie de la famille M. de Fausto Paravidino, mise en scène de l'auteur, Théâtre du Vieux-Colombier, Marta
- 2011 : L'Opéra de quat'sous de Bertolt Brecht et Kurt Weill, mise en scène Laurent Pelly, Salle Richelieu, Lucy
- 2011 : La Pluie d'été de Marguerite Duras, mise en scène Emmanuel Daumas, Théâtre du Vieux-Colombier, la journaliste
- 2011 : La Noce de Bertolt Brecht, mise en scène Isabel Osthues, Théâtre du Vieux-Colombier, la mariée
- 2013 : La Maladie de la famille M. de Fausto Paravidino, mise en scène de l'auteur, 104 à Paris et tournée, Marta
- 2013 : Oblomov d'Ivan Gontcharov, mise en scène Volodia Serre, Théâtre du Vieux-Colombier, Olga Sergueïevna Ilinskaïa

### Metteuse en scène
- 2000 : Une seconde sur deux de Sarah Fourage, Théâtre de l'Élysée Lyon avec Audrey Fleurot
- 2003 : Plexi-Hôtel d'après Sarah Fourage, Anaïs Nin, Thomas Poulard, aux Subsistances
- 2003 : Loterie de Sarah Fourage, Théâtre du Point du Jour Lyon
- 2006 : On est mieux ici qu'en bas de Sarah Fourage, Théâtre des Célestins
- 2011 : Peanuts de Fausto Paravidino, Théâtre du Vieux Colombier, avec les élèves-comédiens de la Comédie Française
- 2012 : Lais de Marie de France au Théâtre éphémère de la Comédie Française[9]
- 2017 : Lac de Pascal Rambert, Théâtre de l'Aquarium, ESCA (École supérieure de comédiens par l'alternance)

## Livre audio
- L'Amour et les Forêts d'Éric Reinhardt, Éditions Gallimard, coll. « Écoutez Lire », 2 CD, 2016  (ISBN 978-2070147793)
- Le Deuxième Sexe de Simone de Beauvoir,  Éditions Gallimard
- La Mer à l'envers de Marie Darrieussecq (P.O.L)
- Comme un Empire dans un Empire d’Alice Zeniter (Flammarion)

## Distinctions

### Décoration
- Chevalière de l'ordre des Arts et des Lettres (2014)[10].

### Récompense
- Festival des créations télévisuelles de Luchon 2015 : Prix d'interprétation féminine  pour Les Heures souterraines[5]